# Park Narodowy West Coast
Park Narodowy West Coast (ang. West Coast National Park) – park narodowy w zachodniej części Republiki Południowej Afryki u wybrzeży Oceanu Atlantyckiego w Prowincji Przylądkowej Zachodniej. W ramach parku ochroną objęte jest 275 km² podmokłych terenów, zamieszkanych przez kolonie ptaków morskich. Od 2000 roku park wchodzi w skład rezerwatu biosfery Cape West Coast.